# Jižní Korea na Zimních olympijských hrách 2014
Jižní Koreu na Zimních olympijských hrách v roce 2014 reprezentovala výprava 71 sportovců ve 13 sportech.

## Medailisté
| Medaile | Jméno                                                          | Sport          | Soutěž                      |
| ------- | -------------------------------------------------------------- | -------------- | --------------------------- |
| Zlato   | I Sang-hwa                                                     | Rychlobruslení | Ženy 500 m                  |
| Zlato   | Shim Suk-hee Pak Sung-hui Cho Ha-ri Kim A-lang Kong Sang-jeong | Short track    | Ženy štafeta 3000 m         |
| Zlato   | Pak Sung-hui                                                   | Short track    | Ženy 1000 m                 |
| Stříbro | Shim Suk-Hee                                                   | Short track    | Ženy 1500 m                 |
| Stříbro | Kim Ju-na                                                      | Krasobruslení  | Ženy jednotlivkyně          |
| Stříbro | Ču Hjong-čun Kim Čchol-min I Sung-hun                          | Rychlobruslení | Muži stíhací závod družstev |
| Bronz   | Pak Sung-hui                                                   | Short track    | Ženy 500 m                  |
| Bronz   | Shim Suk-hee                                                   | Short track    | Ženy 1000 m                 |